# Любищев, Александр Александрович

Памятник Любищеву в институте экологии Волжского бассейна

Алекса́ндр Алекса́ндрович Лю́бищев (24 марта (5 апреля) 1890, Санкт-Петербург — 31 августа 1972, Тольятти) — советский биолог и энтомолог, а также философ. Специалист по одному из сложнейших подсемейств жуков-листоедов, так называемым земляным блошкам (Chrysomelidae: Alticinae), и защите растений. Известен благодаря своим работам более общего характера по применению математических методов в биологии, по общим проблемам биологической систематики, теории эволюции и философии.

## Биография
Вспоминал, что его предки были крепостными графа Аракчеева. 
Родился, как писала его дочь, "в семье очень богатого лесопромышленника, жившей в собственном доме на Греческом проспекте в огромной квартире со множеством прислуги". С детства проявлял интерес к энтомологии, изучал труды по естествознанию, имел математические способности. III реальное училище окончил в 1906 году, первым учеником в классе и с золотой медалью, что давало ему право поступить в технический вуз без экзаменов. Однако же избрал университет, для поступления куда ему пришлось сдать гимназический курс латыни, к которой пристрастится на всю жизнь. 
К моменту поступления в Императорский Санкт-Петербургский университет (1906) владел также французским и немецким языками. Позднее освоил английский язык, мог читать на итальянском, испанском, голландском и португальском языках, почему слыл полиглотом. 
Окончил естественное отделение физико-математического факультета с дипломом первой степени.
После чего работал на Мурманской биологической станции вместе со своими университетскими друзьями, в будущем известными учёными-биологами — В. Н. Беклемишевым, Д. М. Федотовым, Б. Н. Шванвичем, С. И. Малышевым и др. Большое влияние на его научные взгляды оказала теория биологического поля профессора Таврического университета А. Г. Гурвича. В 1912 опубликовал свою первую научную статью, в заграничном издании. 
После военной службы А. А. Любищев переезжает в Симферополь, где работает ассистентом в Таврическом университете.
В 1921 году А. А. Любищев был приглашён на работу в Пермский университет доцентом на кафедру зоологии. Среди сотрудников университета были его близкие друзья — зав. кафедрой Д. М. Федотов, профессор В. Н. Беклемишев, А. А. Заварзин, А. Г. Генкель, В. К. Шмидт, Д. А. Сабинин, А. П. Дьяконов, Б. Ф. Вершь, а также П. Г. Светлов, А. О. Таусон, Ф. М. Лазаренко, Ю. А. Орлов. Согласно воспоминаниям дочери, Пермь оставила у него самое тёплое впечатление за всю карьеру. 
В Перми же он написал свою, по его собственному мнению, самую крупную теоретическую работу «О природе наследственных факторов». 
В 1926 году университет представил А. А. Любищева к званию профессора, но Государственный Учёный совет (ГУС) отказал в ходатайстве. Препятствием стали его «чересчур диалектические» труды. К тому времени взгляды учёного полностью сформировались — от подлинного дарвинизма до номогенеза, признание которого в то время считалось ересью. 
В том же году переходит в сельскохозяйственный институт в Самаре, где утверждён в звании профессора. В 1930 году стал сотрудником Всесоюзного института защиты растений (ВИЗР) в Ленинграде. В своих работах показал, что экономические потери в результате потравы злаковых насекомыми незначительны и многими учёными сильно преувеличены (в угоду оправдания больших потерь сырья из-за неумелого хозяйствования). В итоге Учёный совет ВИЗР обвинил его в намеренном приуменьшении экономических последствий ввиду опасности вредителей. Это было серьёзное обвинение, и А. А. Любищев в 1937 году покидает ВИЗР. По приглашению И. И. Шмальгаузена он занимает пост заведующего отделом экологии в Институте зоологии АН Укр. ССР, в Киеве. Оценка А. А. Любищевым степени опасности вредителей злаковых растений была подтверждена в послевоенное время крупными специалистами-биологами.

### Киргизия (1941-1950)
В период Великой Отечественной войны Любищев работал в эвакуации (из Киева пришлось бежать при подходе к городу стремительно наступавших немцев). В августе  1941 г. он с семьёй, преодолев большие трудности, добрался до Пржевальска, где, как случайно узнал в пути, требовались профессора и преподаватели в Педагогический  институт. Там Любищев получил должность заведующего кафедрой зоологии; читал курсы  анатомии  человека,  гистологии,  физиологии  человека, 
дарвинизма и зоогеографии.
В 1943 году во Фрунзе был создан филиал Академии наук СССР (КирФАН), где Любищеву предложили должность заведующего эколого-энтомологическим отделением. Переехав во Фрунзе, Любищев читал лекции в Педагогическом институте, а в 1945-46 годах заведовал кафедрой зоологии Киргизского сельскохозяйственного института и в течение четырёх лет был председателем Государственной аттестационной комиссии на трёх факультетах — биологическом, физико-математическом и географическом. Успешно занимался энтомологическими исследованиями, написал книгу «К методике количественного учёта и районирования насекомых», где предложил новые приёмы статистической обработки материала, основанные на применении дисперсионного анализа Рональда Фишера.
Любищев всегда открыто высказывал свою точку зрения по научным проблемам, часто противоречащую общепринятой. Поэтому отношение к нему в КирФАН резко изменилось. Особенно тяжкой стала для него служебная ситуация после Августовской сессия ВАСХНИЛ (31 июля — 7 августа 1948 г.). Любищев написал в Управление высшей школы просьбу о предоставлении ему профессорской должности в любом ВУЗе страны, кроме Москвы и Ленинграда. Он получил несколько предложений, в том числе и Ульяновск. 

### Ульяновск (1950-1972)

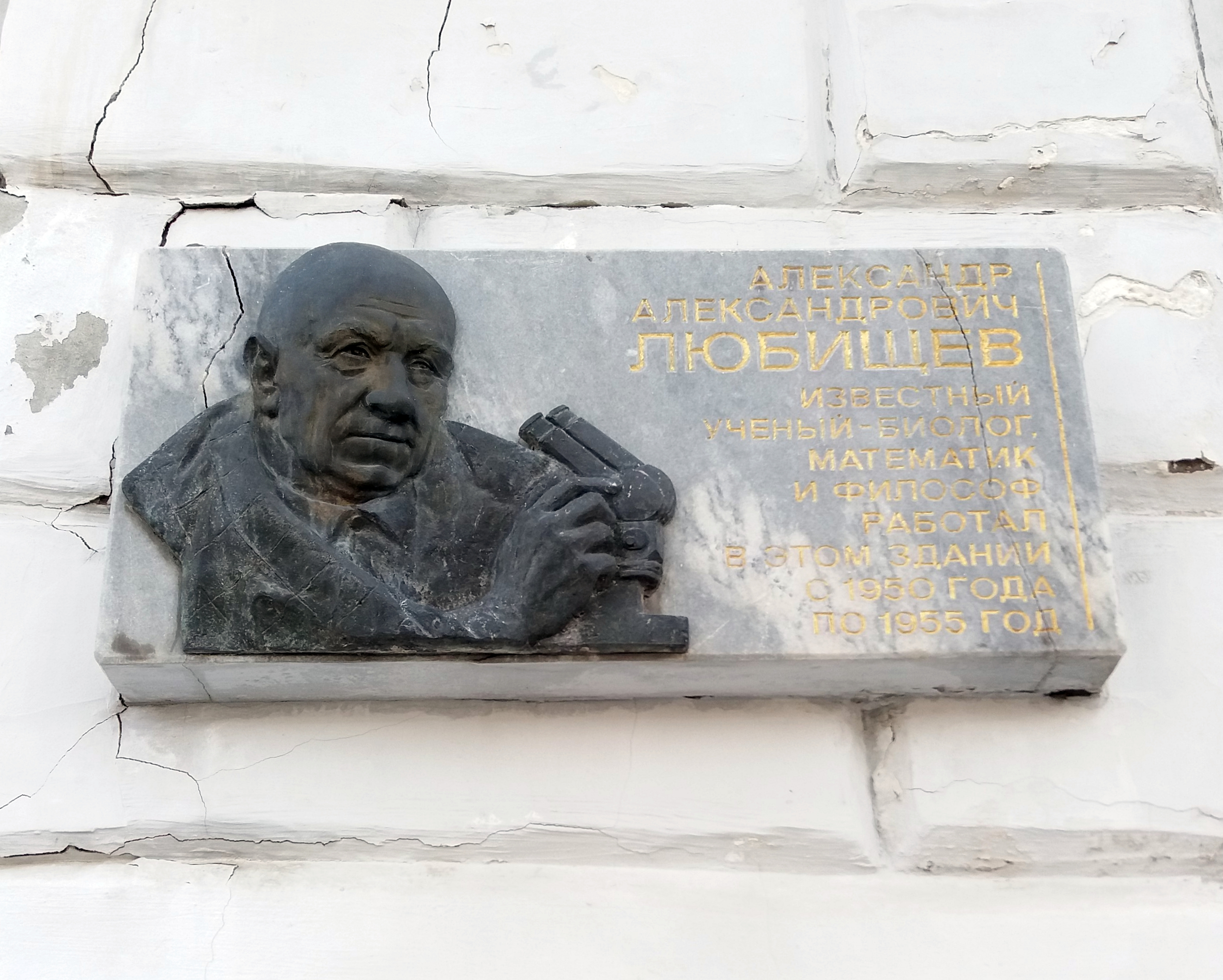
Мемориальная доска А. А. Любищеву (Ульяновск).

В 1950 г. Любищевы переехали в Ульяновск. Любищев получил должность зав. кафедрой зоологии в Ульяновском государственном педагогическом институте, где проработал 5 лет. В 1955 г., в возрасте 65 лет, он вышел на пенсию, чтобы заняться вопросами теоретической биологии и философии. Он поставил перед собой задачу создать естественную систему организмов, накапливая материал для этого в течение всей своей жизни. Годы (с 1950 по 1972 гг.), проведённые в Ульяновске, оказались самыми плодотворными. Он был окружён дружеским вниманием учеников и коллег, которые проявляли большой интерес к его идеям.
В 1950-е годы ему пришлось столкнуться на практике с методами повышения урожайности культур «по Лысенко». Он быстро понял абсурдность этого «учения» и открыто заявил об этом. О бедственном положении колхозов А. А. Любищев писал в ЦК КПСС. Его письма содержали экономический анализ и предложения о путях вывода сельского хозяйства из тупика, он писал о необходимости выполоть, как сорняк, Т. Д. Лысенко, этого «подлинного Распутина от науки».
Будучи на пенсии, в 1960-х годах А. А. Любищев опубликовал работы, которым он сам придавал большое значение. Они были посвящены вопросам сравнительной анатомии, общей таксономии и эволюции, описанию новых видов листоедов. В последние годы жизни он неоднократно выступал с докладами в разных научных обществах вузов Ленинграда, Москвы, Новосибирска, обретал новых единомышленников — биологов, физиков, математиков.
Умер А. А. Любищев в Тольятти, куда приехал прочесть ряд лекций, похоронен был сперва там же. В ноябре 1989 года останки учёного перезахоронили на территории Института экологии Волжского бассейна.

## Семья
Вскорости после окончания университета женился на дочери священника Валентине Николаевне. Появились старшая дочь Евгения Александровна (впоследствии Равдель), сыновья Всеволод (ум. 1942) и Святослав (1917-2003) — врач-невролог, полковник медицинской службы.
Овдовел в 1948 и в том же году вновь женился на знакомой своей юности Ольге Петровне; оставит её вдовой; пережила она его на считанные месяцы. Ближайшим другом был Павел Григорьевич Светлов.

## Творчество
При жизни он опубликовал около 70-ти научных работ. Среди них классические работы по дисперсионному анализу, по таксономии, то есть по теории систематики, по энтомологии — работы, широко известные и переведённые за границей.
Всего же им написано более 500 листов (12,5 тыс. страниц машинописного текста) разного рода статей и исследований: работы по систематике земляных блошек, истории науки, сельскому хозяйству, генетике, защите растений, философии, энтомологии, зоологии, теории эволюции, атеизму.
Создал систему учёта времени, которой пользовался в течение 56-и лет (с 1916 по 1972 годы). Собственно, он является основателем и разработчиком принципов постановки целей и учёта времени, сегодня называемых тайм-менеджментом.
Владел несколькими языками: английским, немецким, итальянским, французским, причём первые два изучил в транспорте.
Себя аттестовал дилетантом, чем частично реабилитировал это слово.
Поддерживал обширную переписку со многими выдающимися учёными и мыслителями, которая, как отмечает Дженюк Сергей Львович, стала легендарной. Активно затрагивал философские проблемы во множестве своих трудов, многие из которых не были и не могли быть ввиду их критического содержания опубликованы при жизни учёного. Философская позиция Любищева тяготеет к холизму и к взглядам Платона. Ещё в 1923 он ввёл представление о естественной системе. Он предполагал, что свойства организма всецело определяются его положением, местом в естественной системе. С общих позиций критиковал эволюционное учение Дарвина. Стремился обосновать точку зрения, согласно которой для естественных наук наиболее плодотворна философия Платона. Особый акцент делал на важности математических методов в науке вообще и биологии в частности. Любищев противодействовал Лысенко и его последователям.
Свои исследования в области систематики он обычно проводил на материалах собственной коллекции земляных блошек — мелких листоедов (Chrysomelidae) подсемейства Alticinae (ранее — Halticinae). Непосредственно этим жукам посвящена только одна из прижизненных публикаций Любищева (1963), остальные работы (монография по земляным блошкам Киргизии, статья о классификации земляных блошек рода Haltica (=Altica) и др.) остались пока неопубликованными.

## Телеологическая проблематика в трудах А. А. Любищева
А. А. Любищев обращался к вопросам телеологической проблематики на всём протяжении своей научной деятельности, хотя и не считал проблему целесообразности главной проблемой эволюции: статьи «Механизм и витализм как рабочие гипотезы» (1917), «Понятие эволюции и кризис эволюционизма» (1925), «Проблема целесообразности» (1946), «On some contradictions in general taxonomy and evolution» (1963), «Проблемы систематики» (1968), «О критериях реальности в таксономии» (1971).
Наиболее полно и обстоятельно Любищев изложил свой взгляд на телеологическую проблематику в биологии в статье «Проблема целесообразности» (1946). В этой статье Любищев сформулировал свою позицию по ряду вопросов: значение проблемы целесообразности в биологических науках; классификация направлений теоретической биологии по критерию включённости телеологии как принципа научного объяснения; определение критерия научности данных направлений; границы использования подходов, в разной мере включающих телеологию. Любищев рассматривал гносеологические установки в науке не в виде дихотомии «телеология-детерминизм», а в виде целого спектра установок, различающихся полнотой включения «телеологического» и «детерминистического» компонентов. По мнению Любищева, «совершенно неверно делить учёных и направления в науке на два — телеологическое и антителеологическое, а целесообразнее различать четыре основных направления». По полноте включения «телеологического компонента» Любищев различал следующие направления: эвтелическое, псевдотелическое, эврителическое и ателическое. При этом под эвтелизмом учёный понимал учение, признающее «реальное существование в природе целеполагающих начал», а под ателизмом — учение, «совершенно не пользующееся телеологическим подходом в какой-либо форме». В направления «псевдотелизм» и «эврителизм» учёным объединялись те концепции, в рамках которых признаётся важное значение проблемы целесообразности, но решается «возникновение целесообразного простым взаимодействием сил, не заключающих в себе ничего целеполагающего». «Псевдотелизм (в отличие от эврителизма. -) не питает никакой надежды даже в отдалённом будущем полностью разложить целесообразный результат на производящие его ателические компоненты». Любищев полагал при этом, что все четыре направления «можно связать с крупными именами в истории человеческой мысли, за исключением, пожалуй, эвтелического направления, которое по своё древности имеет слишком много истоков».
История применения перечисленных гносеологических установок оценивались Любищевым по-разному для физики и биологии. С точки зрения учёного, в физике последовательно и успешно использовался «эврителический», а затем — «ателический» подход, полностью исключающий телеологический принцип объяснения. В биологии же ведущим подходом был эвтелизм, затем уступивший место псевдотелизму Дарвина. Из этого наблюдения учёный делал вывод: «там, где телеологический подход является наиболее эвристическим, он оказывается чисто временной постройкой».
Выясняя роль выделенных направлений в развитии науки о живом, Любищев анализировал связь характера употребления телеологических и детерминистических понятий с эвристичностью теорий. В статье учёный задался целью показать, что несоответствие критериям научности может быть свойственно концепциям, совершенно по-разному сориентированным в координатах «телеология-детерминизм». Эту мысль Любищев иллюстрировал на примере додарвиновских виталистических теорий (относимых им к эвтелизму) и на «некоторых вариантах теории Дарвина» (относимых к псевдотелизму). По оценке учёного, эти теории имели общий недостаток в аргументации — формирование эмпирической базы путём нагромождения «более или менее ярких примеров». Такой способ аргументации, по мнению Любищева, является не подтверждением, а подменой положительной эвристичности теории, и определяется им как «мнимая эвристичность». Учёный полагал: если «положительная эвристичность» действительно свидетельствует о научности того или иного подхода в исследовании, то «наличие мнимой эвристичности заставляет нас вовсе отвергнуть такой подход». «Мнимая эвристичность», по Любищеву, является неотъемлемой чертой всякого догматического направления в науке.
Методику изучения явлений органической целесообразности Любищев определял как направленную на исключение телеологических способов научного объяснения. Этот метод учёный называл «дарвинистическим», поскольку, по словам Любищева, «он прекрасно развит самим Дарвином», хотя сам Дарвин, как и многие другие мыслители, «не провёл последовательно им же применённый метод». «Дарвинистический метод» выражается в трёх пунктах. Во-первых, ставится вопрос о том, может ли признак, телеологически понимаемый как «приспособление», действительно быть результатом работы «реального или фиктивного целеполагающего фактора». Во-вторых, в случае, если конечные этапы развития признака не могут быть объяснены телеологически, то под сомнение ставится утверждение о наличии «реального или фиктивного целеполагающего фактора» в течение всего процесса развития. В-третьих, если развитие признака может быть объяснено двумя способами — в виде постепенных и понимаемых телеологически «приспособлений», и в виде ряда изменений, носящих «ателический» характер, — то предпочтение следует отдавать второму способу объяснения. Любищев выражал убеждённость в том, что использование описанной методики в биологическом исследовании приводит во многих случаях к элиминированию телеологического (а именно: «псевдотелического») способа объяснения.
Любищев полагал, что эмпирическим базисом для утверждения о необходимости расширения ателического компонента в биологии является фактология форм соотношения между временем возникновения приспособления и временем его использования. Так, если факты постадаптации, по мнению учёного, явно не оставляют место для телеологического объяснения, а «правильно понятая преадаптация не увеличивает, а уменьшает телический элемент в биологии», только факты синадаптации могут рассматриваться как подтверждение имманентной целесообразности организмов, что вместе с обилием фактов преадаптации организмов и значительным гносеологическим потенциалом «дарвинистического метода» позволяют учёному охарактеризовать проблему целесообразности в биологии как не имеющую «ведущего значения». Этот вывод Любищев резюмировал вопросом: «… не является ли всегда то, что нам кажется приспособлением к определённым условиям, возникшим не для данных условий, а просто вследствие данных условий?»
Также Любищев аргументировал принцип усиления «ателического» подхода в биологических исследованиях наличием существенного прогресса в генетике и механике развития, где телеологический подход не используется, а также возможностью «нетелеологического» развития других биологических наук, в частности физиологии, которая «не будет делиться на отделы по телеологическому признаку (органы дыхания, питания, размножения и т. д.), а будет говорить о процессах разного рода — биологических полях разных уровней».
Важной задачей в контексте проблемы органической целесообразности Любищев считал установление критерия сложности органической системы. «Сложной» Любищев называл такую систему, в которой, по крайней мере, на некотором начальном этапе рационализации, взаимодействие составляющих её элементов может быть объяснено только через употребление телеологического понятия «функциональность» (при этом структура отдельных элементов может быть рационализирована и без телеологии). Любищев полагал, что об органической целесообразности можно говорить не как об «условном понятии», а как о части объективного мира.
Любищев не выражал оптимизма в отношении возможности полной элиминации телеологии из научной онтологии.
Любищев использовал понятие «сложной системы» для демаркации области применения телеологии. Интересно, что использование таких инструментов было формализовано В. С. Стёпиным в понятии «неклассической рациональности», в рамках которой анализируется работа «сложных саморегулирующихся систем», где причинность «уже не может быть сведена к лапласовскому детерминизму… и дополняется идеями „вероятностной“ и „целевой причинности“».

## Критика лысенковщины
Историк М. Д. Голубовский указывает, что Любищев стал первым, кто, начиная с 1953 года открыто решился на критику против лысенковщины.
А. А. Любищев был активным и непримиримым критиком лысенковщины. В частности, им был написан подробный и обширный труд «О монополии Т. Д. Лысенко в биологии» (издан в 2005 году), главы из которого были посланы им в ЦК КПСС и сопровождались письмами, адресованными Н. С. Хрущёву.
Как вспоминал Иван Александрович Бенедиктов: 

Кажется, в 1940 году в Центральный Комитет партии обратились с письмом двое ученых-биологов — Любищев и Эфроимсон. В довольно резких тонах они обвиняли Лысенко в подтасовке фактов, невежестве, интриганстве и других смертных грехах. В письме содержался призыв к суровым оргвыводам по отношению к «шарлатану»…

Мне довелось принять участие в проверке письма. Лысенко, конечно же, оправдывался, приводил разные доводы, когда убедительные, когда нет, но никаких «контрсанкций» по отношению к обидчикам не требовал. Это был его стиль — не превращать науку в конкурентную борьбу с обязательным устранением проигравших. Он страстно, фанатически верил в свою правоту, испытывая подчас наивные надежды, что противники в силу неопровержимости фактов рано или поздно придут к таким же выводам и «сложат оружие» сами, без оргвыводов со стороны руководящих инстанций. «Вот видите, — сказал по этому поводу Сталин, органически не выносивший мелких склок и дрязг, характерных для научной и творческой среды. — Его хотят чуть ли не за решетку упечь, а он думает прежде всего о деле и на личности не переходит. Хорошее, ценное для ученого свойство».— Владимир Суходеев, кн. "Легенды и мифы о Сталине"

## Публикации
- Любищев А. А. Проблемы формы систематики и эволюции организмов. — М.: Наука, 1982.
- Любищев А. А. Дисперсионный анализ в биологии. — М.: Издательство МГУ, 1986.
- Любищев А. А. В защиту науки. Статьи и письма. — Л.: Наука, Ленинградское отделение, 1991.
- Любищев А. А. Расцвет и упадок цивилизации. — СПб.: Алетейя, 2018. — 466 с. (Соредактор и составитель Голубовский Михаил Давидович.)

## Память
- Любищеву посвящена документальная повесть Даниила Гранина «Эта странная жизнь» (1974).

- С 1987(8?) года в Ульяновском государственном педагогическом университете имени И. Н. Ульянова в память об учёном проходят ежегодные "Любищевские чтения"[33].
- На здании Ульяновского педагогического университета установлена мемориальная доска Любищеву А. А.

## Цитаты
Расцвет и упадок цивилизации
- Неудивительно, что представление о высшей расе могло возникнуть именно среди немцев: ведь нет решительно ни одной области культуры, где немцы не насчитывали бы ряд первоклассных фигур. По этой универсальности немцы, действительно, не имеют себе равных.
- «Непримиримый» к фашизму сталинизм фактически является марксиствующей (но не марксистской) разновидностью фашизма, обладающей, однако, несравненно большим лицемерием.
- В политике, как нигде, можно отстаивать справедливость принципа «права на неблагодарность есть драгоценнейшая из свобод». Свобода, конечно, не абсолютная, а понимаемая в том смысле, что если следование высшим принципам требует на определенном этапе нарушения требования благодарности, надо быть неблагодарным.
- Даже выдающиеся ученые обладают «убеждениями чувства», а не разума, что заставляет их игнорировать многочисленные факты, противоречащие их точке зрения, и принимать за единственно возможные спорные или неверные постулаты.
- Если бы татары в месте своего происхождения дали высокую культуру, они могли бы сказать (как любят говорить националистические немцы), что именно татарам Россия обязана своей культурой.
- Напряженность жизни возрастает, а не убывает с культурой. Примитивные народы, живущие в теплом климате, чрезвычайно беззаботны, и эта беззаботность и приводит часто к плохим последствиям.
- Из глубины нашего «окончательно построенного» социалистического общества выглянула звериным оскалом московско-татарская идеология Чингисхана и Ивана Грозного, растоптавшая старую русскую идеологию, дотатарскую идеологию демократии и свободы.
- Вредная идеологическая наследственность, гипертрофирующая реальные стороны исторического бытия – вот главная причина стагнации и упадка цивилизаций.